# Michael Fleddermann
Michael Fleddermann (* 10. September 1970 in Starnberg) ist ein deutscher Schauspieler, der vor allem mit der Rolle des Kellners Bodo Wagner in der RTL-Sitcom Kalle kocht bekannt wurde.

## Leben
Im Alter von sieben Jahren lernte er an einer Ballettschule in Starnberg tanzen, im Alter von zehn Jahren besuchte er die Heinz-Bosl-Stiftung in München. Es folgten erste Engagements am Nationaltheater in München. Mit 15 Jahren beendete er seine Ballettkarriere.
Nachdem er das Gymnasium verlassen hatte, ging er mit 18 Jahren zur Marine, kehrte nach vier Jahren nach München zurück und besuchte eine Schauspielschule. Nach erfolgreichem Abschluss heiratete er seine Freundin, mit der er drei Kinder hat.

## Filmografie (Auswahl)
- 1995: SOKO 5113
- 1996: Aus heiterem Himmel
- 1997: Der Bulle von Tölz
- 1997: Hotel Mama
- 1997: Zugriff
- 1997: Der Alte
- 1997: Gefangene der Liebe
- 1998: Café Meineid
- 1998: Mein Bruder, der Idiot
- 1998: Forsthaus Falkenau (Seriennebenrolle)
- 1998: Siska
- 1999: Vater wider Willen
- 1999–2002: SOKO 5113 (Seriennebenrolle)
- 2000: Sieben Tage im Paradies
- 2000: Jenny
- 2000: Der Alte
- 2000: Forsthaus Falkenau – Mein Gott, Herta
- 2001: Kalle kocht (Serienhauptrolle)
- 2001: In der Mitte des Lebens
- 2003: Kalle kocht (Serienhauptrolle)
- 2004: SOKO Kitzbühel
- 2004: Eine Liebe im September
- 2005: Forsthaus Falkenau – Folgen: Sonnwendfeuer & Unter Verdacht
- 2005: Zwei Herzen & 12 Pfoten
- 2005: Tod einer Freundin
- 2006: Sturm der Liebe
- 2006: Ohne einander
- 2006: Forsthaus Falkenau – Spurensuche
- 2008: Forsthaus Falkenau
- 2008: Mein Herz kehrt heim ins Zillertal
- 2008: Der verlorene Vater
- 2009: Rosenheim-Cops
- 2010: "Marienhof"
- 2010: "Drillinge"
- 2012: "SOKO 5113"
- 2014: "SOKO Kitzbühel"